# Kelisaj-e Sir
Kelisaj-e Sir (perski: كليساي سير) – wieś w Iranie, w ostanie Azerbejdżan Zachodni. W 2006 roku liczyła 39 mieszkańców w 10 rodzinach.